# 札幌市交通局
札幌市交通局（さっぽろしこうつうきょく、英: Sapporo City Transportation Bureau）は、札幌市の公共交通事業部門であり地方公営企業にあたる。現在は札幌市内で市営地下鉄（高速電車）を運行している。
1930年（昭和5年）から2004年（平成16年）3月まで市営バスを運行していたが、赤字経営に伴う財政難からバス事業より撤退し、路線や車両などを民営バス会社に譲渡した。また、1927年（昭和2年）から市営電車（路面電車）を運営していたが、2020年（令和2年）4月1日より上下分離方式に移行し札幌市交通事業振興公社の運営となった（市電の施設は軌道整備事業者として引き続き交通局が保有）。そのため、福岡市交通局に次ぐ二局目の地下鉄専業の地方公営企業となった。
ロゴマークの「ST」はSapporo City Transportation Bureauの頭文字である。

## 概要
1927年（昭和2年）市内の路面電車を市営化したのが始まりであり、1930年（昭和5年）にバス事業を、1971年（昭和46年）に地下鉄事業を開始した。
札幌市の交通事業は、長く電車、バス、地下鉄の三部門からなったが、1990年代後半以降、不況で圧迫された市の財政に対する大きな負担要素になっている。
1995年（平成7年）から札幌市では公共交通機関の利用者が減少しており、これは長期不況の影響だけでなく、自家用車利用の増加が原因と考えられている。それゆえ、各事業とも将来の増収を見込むことは難しいとされてきた。
約7000億円の建設費の8割を借入で賄った地下鉄は、借入金に対する金利負担が重くのしかかっている。市営バスは収益が出る構造ではなく、恒常的に赤字であった。もっとも経営状態が良好な路面電車ですら、補助金無しには経営が成り立たず、2002年（平成14年）度までに4401億円の累積欠損金を計上するに至った。
札幌市は、1991年（平成3年）から経営改善計画を打ち出し、2001年（平成13年）度に新たに交通事業改革プランを策定し、経営の効率化を図ろうとしている。この一環として、バス事業を2000年（平成12年）4月から段階的に民間事業者へ移管し、2004年（平成16年）3月末をもって廃止した。路面電車についても、2002年（平成14年）に赤字に転落したこと、車両の老朽化が進んでいること、将来的に乗客数の伸びが見込まれないことから民間委託や廃止も視野に入れた検討が進められていたが、2005年（平成17年）2月に札幌駅への延長等の路線計画や民間活力導入による積極投資により存続を図る方針が決められた。赤字額が大きかった地下鉄は2004年（平成16年）度より「10か年経営計画」を実行中であり、ワンマン化や駅業務の委託、工場業務の外注化など、経費削減に努めている。一方、土日祝日に限り使用できる地下鉄専用一日乗車券「ドニチカきっぷ」の販売や駅構内へのテナント誘致、地下鉄車内で音声広告を導入するなど、新たな収益も確保している。金利負担・減価償却費の減少も加わり、2006年（平成18年）度には25年ぶりの黒字化に成功している。企業債の残高は開業以来増加を続け、1998年度（平成10年度）にはピークの5,170億円であったが順調に減少しており2023年度（令和5年度）末時点で2,112億円にまで減少している。
その後はインバウンド需要や高齢者の免許返納、若年層の車離れ、公共交通機関利用による環境負荷軽減意識の高まりなどで、2020年代初めにコロナ禍による落ち込みがあったものの、2012年（平成24年）頃から利用者が増加しつつある。前述のようにバブル期の膨大な地下鉄の建設債務は順調に減少しており、2024年11月11日には、半導体メーカーラピダス関連施設の建設の検討をあわせた清田区方面への根強い延伸要望が陳情されており、札幌市長は具体的に検討すると発言している。
なお、1958年7月に開業した藻岩山ロープウェイ（藻岩山索道事業）は、1985年6月に札幌交通開発公社に移管された（同社は1998年12月に札幌振興公社に合併）。

## 路線・施設

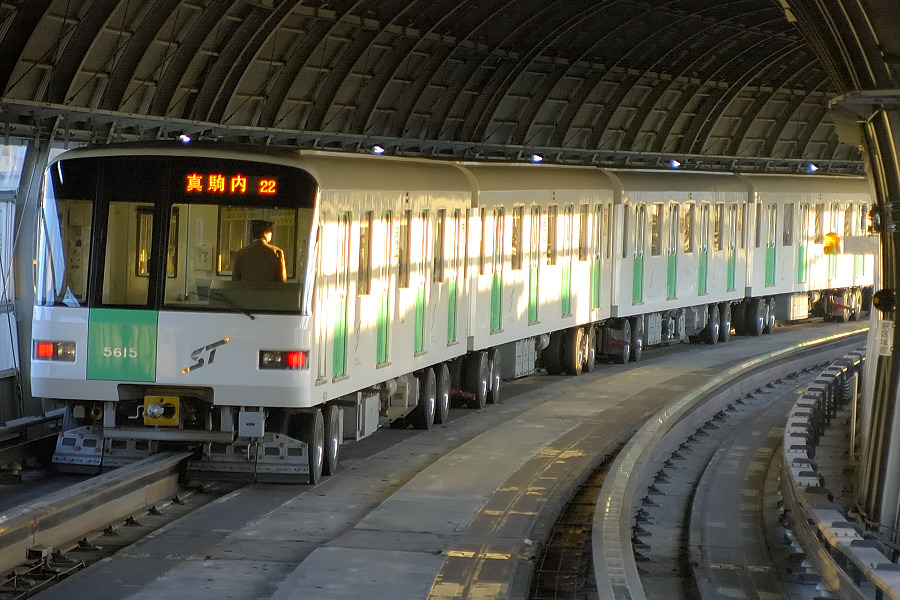
札幌市営地下鉄5000形（2006年11月）

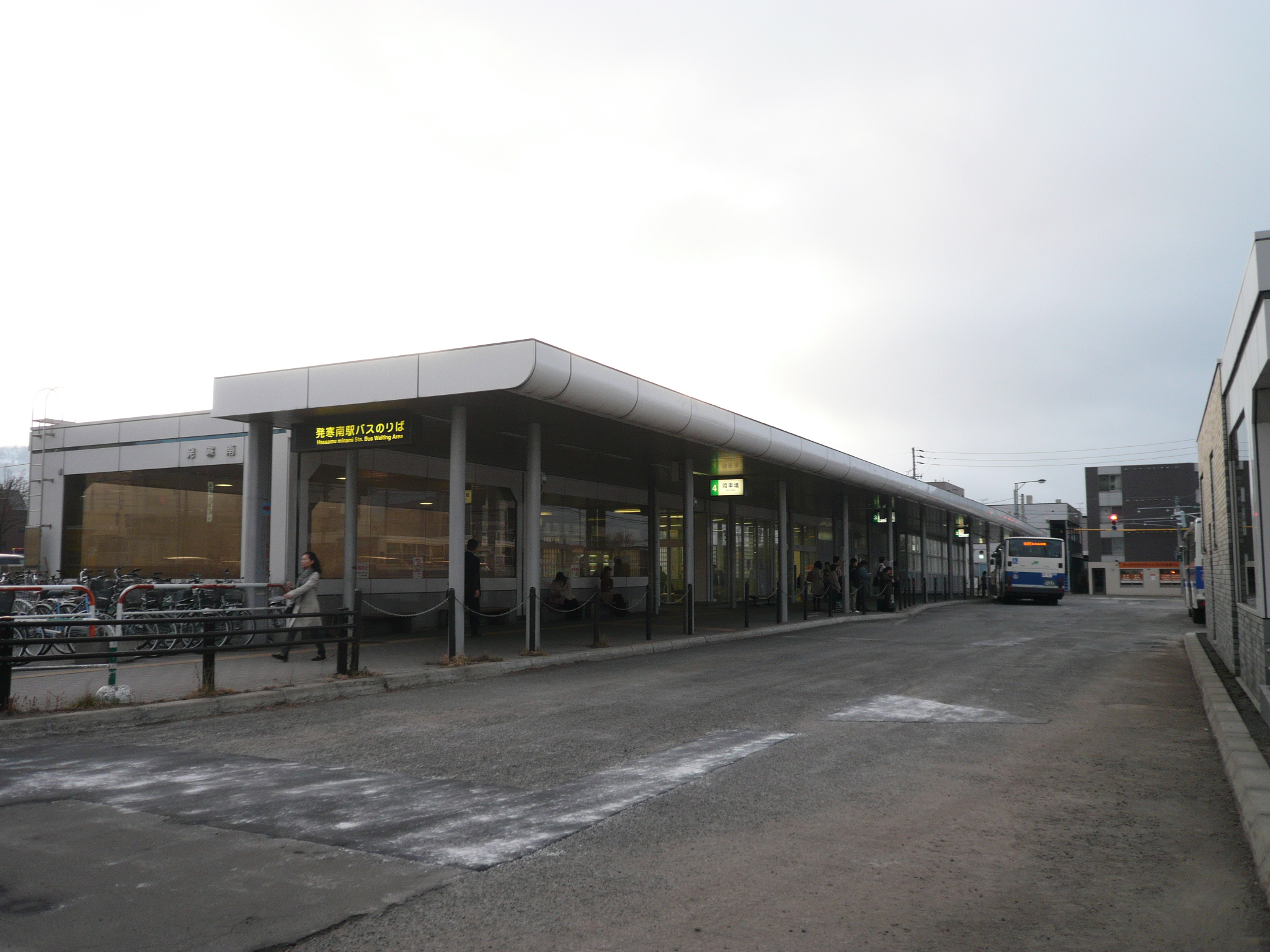
発寒南バス発着場（2012年4月）

### 地下鉄
- 札幌市営地下鉄
  - 南北線 - 1971年12月16日開業、2025年現在16駅
  - 東西線 - 1976年6月10日開業、2025年現在19駅
  - 東豊線 - 1988年12月2日開業、2025年現在14駅

3線合計48.0km、一日平均乗車人員62.9万人（2024年度）

#### 車両基地・拠点
（最寄駅（出入庫線の分岐駅）：所属車両）
- 南車両基地（南北線自衛隊前駅：南北線）
- 東車両基地（東西線ひばりが丘駅（新さっぽろ駅）：東西線）
- 西車両基地（東西線二十四軒駅（西28丁目駅）：東豊線）
- 栄町検車線（東豊線栄町駅：なし）
東豊線の車両を西車両基地へ回送できない場合に使用される。

### 路面電車
地域公共交通の活性化及び再生に関する法律で定める軌道運送高度化事業による上下分離方式を2020年度に導入し、軌道整備事業者として以下の路線の施設を保有している。電車の運行は軌道運送事業者である札幌市交通事業振興公社が担当している。
- 札幌市電
  - 1条線
  - 山鼻西線
  - 山鼻線
  - 都心線

4線合計 8.9 km

### バスターミナル
地下鉄駅併設のものを中心にバスターミナルを管理している。バス事業から撤退したため現在は民間会社が乗り入れ、各社から使用料を徴収している。
2017年（平成29年）10月1日現在の施設は以下の通り。交通局以外が管理する施設は備考欄に管理者を注記する。乗り入れ事業者は各バスターミナルあるいは駅記事を参照。なお、周辺の路上停留所に発着し施設を使用しない場合は乗り入れ事業者に含まれない。
| 地下鉄駅         | バスターミナル名        | 法分類 | 市分類 | 備考                                            |
| ---------------- | ----------------------- | ------ | ------ | ----------------------------------------------- |
| 麻生駅           | 麻生バスターミナル      | 専用   | 乗継   |                                                 |
| 北34条駅         | 北34条バス発着場        | -      | 乗継   |                                                 |
| 北24条駅         | 北24条バスターミナル    | 専用   | 乗継   |                                                 |
| さっぽろ駅       | 札幌駅バスターミナル    | 一般   | 都心   | 札幌駅総合開発                                  |
| 真駒内駅         | 真駒内バス発着場        | -      | 乗継   |                                                 |
| 宮の沢駅         | 宮の沢バスターミナル    | 一般   | 乗継   | 西新サービス                                    |
| 発寒南駅         | 発寒南バス発着場        | -      | 乗継   | （札幌市より移行）                              |
| 琴似駅           | 琴似バスターミナル      | 専用   | 乗継   |                                                 |
| 二十四軒駅       | 二十四軒バス発着場      | -      | 乗継   |                                                 |
| 西28丁目駅       | 西28丁目バスターミナル  | 専用   | 乗継   |                                                 |
| 円山公園駅       | 円山バスターミナル      | 専用   | 乗継   |                                                 |
| バスセンター前駅 | 大通バスターミナル      | 専用   | 都心   | 札幌市（交通局より移行） 通称：大通バスセンター |
| 白石駅           | 白石バスターミナル      | 専用   | 乗継   |                                                 |
| 南郷7丁目駅      | 南郷7丁目バスターミナル | 専用   | 乗継   |                                                 |
| 南郷18丁目駅     | 南郷18丁目バス発着場    | -      | 乗継   |                                                 |
| 大谷地駅         | 大谷地バスターミナル    | 一般   | 乗継   | 西新サービス（札幌市より移行）                  |
| 新さっぽろ駅     | 新札幌バスターミナル    | 一般   | 乗継   | 札幌副都心開発公社                              |
| 環状通東駅       | 環状通東バスターミナル  | 専用   | 乗継   |                                                 |
| 月寒中央駅       | 月寒中央バス発着場      | -      | 乗継   | 札幌市農業協同組合                              |
| 福住駅           | 福住バスターミナル      | 一般   | 乗継   | 北海道いすゞ自動車                              |
| なし             | 啓明バスターミナル      | 専用   | その他 | 札幌市（交通局より移行）                        |
| なし             | もみじ台バスターミナル  | 専用   | その他 | 札幌市（交通局より移行）                        |

#### 廃止されたバスターミナル
- 西野バスターミナル - 現在は「西野3条2丁目」バス停留所。跡地はコンビニエンスストアになった後、2019年時点では携帯電話販売店となっている。
- 新川バスターミナル - 建物は撤去され、跡地は閉鎖されている。
- 新琴似駅前バスターミナル - 市電「新琴似駅前」電車停留場に隣接して設置されていた。現在の北札幌病院付近。

## 沿革
- 1909年（明治42年）2月：馬車鉄道が開業。
- 1918年（大正7年）8月：馬車鉄道が民営の電車となる。
- 1927年（昭和2年）12月：民営の電車事業が市営となり、札幌市電気局が発足する[3]。
- 1930年（昭和5年）10月：市営乗合自動車事業（バス事業）開始[3]。
- 1935年（昭和10年）1月：貸切自動車事業（貸切バス事業）開始[3]。
- 1938年（昭和13年）1月：ガソリン節約のため、木炭バス運転開始[3]。
- 1943年（昭和18年）1月：札幌市電気局が札幌市交通事業所に名称変更[3]。
- 1947年（昭和22年）6月：札幌市交通事業所が札幌市交通局へ名称変更[3]。
- 1951年（昭和26年）5月：定期観光バス運行開始[3]。
- 1958年（昭和33年）
  - 7月 : 交通局庁舎が市電中央車庫から独立し、南1条西15丁目に移転。山鼻西線・西15丁目停留場を交通局前へ改称。
  - 7月：藻岩山ロープウェイ運行開始[3]。
  - 8月：日本初の路面ディーゼルカー運行開始[3]。
- 1960年（昭和35年）6月：営業用電車の全車ボギー化完了。
- 1961年（昭和36年）
  - 4月：ワンマンバスの運行開始[3]。
  - 7月：親子電車の運行開始[3]。
- 1965年（昭和40年）4月：電車・バス共通回数券を発売。
- 1968年（昭和43年）4月：連接車の運行開始。
- 1970年（昭和45年）2月：ワンマン電車の運行開始[3]。
- 1971年（昭和46年）
  - 10月：電車第1次路線縮小。苗穂線・豊平線・北5条線・西20丁目線を廃止[9]。
  - 12月：電車第2次路線縮小。鉄北線（札幌駅前 - 北24条間）・西4丁目線（三越前 - 札幌駅前間）を廃止[9]。
  - 12月16日：東名阪以外では初となる地下鉄である、地下鉄南北線が開業（北24条 - 真駒内間）[10]。定期券での「地下鉄⇔電車・市バス乗継料金制度」実施。
- 1972年（昭和47年）
  - 7月5日：地下鉄と北海道中央バスの乗継割引（定期券）を開始[6]。
  - 5月1日：地下鉄とじょうてつバスの乗継割引（定期券）を開始[6]。
- 1973年（昭和48年）
  - 4月：電車第3次路線縮小。一条線（円山公園 - 交通局前間および西4丁目 - 一条橋間）・西4丁目線（すすきの - 西4丁目間）を廃止[9]。
  - 10月：定期券外での「地下鉄⇔電車・市バス乗継料金制度」実施[3]。
- 1974年（昭和49年）5月：電車第4次路線縮小。鉄北線（北24条 - 新琴似駅前間）を廃止[9]。
- 1976年（昭和51年）6月10日：地下鉄東西線が開業（琴似 - 白石間）[10]。
- 1977年（昭和52年）5月1日：地下鉄とばんけいバスの乗継割引（定期券）を開始[6]。
- 1978年（昭和53年）
  - 3月16日：地下鉄南北線延長部開業（北24条 - 麻生間）[10]。
  - 11月：地下鉄南北線3000形が運行開始[3]。
- 1979年（昭和54年）10月20日：地下鉄とばんけいバスの乗継割引（乗継券）を開始[6]。
- 1982年（昭和57年）
  - 3月21日：地下鉄東西線延長部開業（白石 - 新さっぽろ間）[10]。地下鉄と北海道中央バスの乗継割引（乗継券）、地下鉄と国鉄バス（現：ジェイ・アール北海道バス）・夕鉄バスの乗継割引（定期券・乗継券）を開始[6]。
  - 11月：交通局庁舎が大谷地に移転[3]。
- 1983年（昭和58年）6月：ホーム全面禁煙実施。
- 1984年（昭和59年）6月：「1日乗車券」発売開始[3]。
- 1985年（昭和60年）
  - 5月：電車8500形が運行開始[3]。
  - 6月：藻岩山ロープウェイ事業を札幌交通開発公社（1998年12月に札幌振興公社に合併）に移管[11]。
- 1988年（昭和63年）12月2日：地下鉄東豊線開業（栄町 - 豊水すすきの間）[10][12]。
- 1990年（平成2年）3月3日：地下鉄専用1日乗車券発売開始[6]。
- 1992年（平成4年）11月：ウィズユーカード発売開始[3]。
- 1993年（平成5年）6月：エコキップ発売開始。
- 1994年（平成6年）
  - 1月：電車・市バス・地下鉄の新デザイン採用。
  - 4月1日：運輸関係職員（駅係員・乗務員など）の制服デザインを変更[13]。
  - 4月：定期観光バスを北海道中央バスに移譲[3]。
  - 6月：地下鉄改札機で新カードシステム対応化[3]。
  - 10月14日：地下鉄東豊線延長部開業（豊水すすきの - 福住間）[10][14]。南北線「霊園前」駅を「南平岸」駅に改称。電車・市バス料金箱カード対応化。
- 1995年（平成7年）10月：地下鉄南北線5000形が運行開始[3]。
- 1997年（平成9年）4月1日：地下鉄とじょうてつバスの乗継割引（乗継券）を開始[6]。共通ウィズユーカード発売開始[15]。
- 1998年（平成10年）8月：地下鉄東西線8000形が運行開始[3]。
- 1999年（平成11年）
  - 2月25日：地下鉄東西線延長部開業（琴似 - 宮の沢間）[10]。
  - 6月：地下鉄南北線2000形が全車引退[3]。
  - 12月 昼間割引カード発売開始[3]。始終発時刻変更。
- 2000年（平成12年）4月：地下鉄東豊線12駅（栄町 - 北13条東間および豊水すすきの - 福住間）を札幌市交通事業振興公社に委託開始。
- 2001年（平成13年）
  - 4月：白石自動車営業所を北海道中央バスに移譲、厚別支所を廃止。
  - 12月：交通事業改革プランを策定。
- 2003年（平成15年）4月：琴似自動車営業所をジェイ・アール北海道バスに、藻岩自動車営業所をじょうてつバスに移譲。
- 2004年（平成16年）
  - 4月：東・新川両自動車営業所を北海道中央バスへ移譲、バス事業を全面廃止[3]。
  - 10月1日：ドニチカキップ発売開始[6]。
- 2006年（平成18年）
  - 1月：地下鉄全路線で駅ナンバリング導入[3]。
  - 5月3日：どサンこパス発売開始[6]。
- 2008年（平成20年）
  - 8月：地下鉄東西線6000形が全車引退[3]。
  - 12月：地下鉄南北線に「女性とこどもの安心車両」を導入[3]。
- 2009年（平成21年）
  - 1月30日：地下鉄にICカード乗車券SAPICA（無記名・記名・定期券）導入[6]。
  - 3月：地下鉄東西線全駅に可動式ホーム柵を設置完了。
  - 4月1日：運輸関係職員（駅係員・乗務員など）の制服デザインを変更[13]。
  - 7月：地下鉄東西線に「女性とこどもの安心車両」を導入[3]。
- 2010年（平成22年）11月：エコキップ廃止に伴い発売終了。
- 2012年（平成24年）3月：地下鉄南北線3000形が全車引退[3]。
- 2013年（平成25年）
  - 3月：地下鉄南北線全駅に可動式ホーム柵を設置完了。
  - 5月：電車A1200形が運行開始[3]。
  - 6月22日：電車や札幌市内バス3社（北海道中央バス、ジェイ・アール北海道バス、じょうてつ）においてもSAPICA（無記名・記名）導入[6]。またKitacaやSuicaなど全国各地のICカード乗車券もSAPICAエリア内で利用可能となる。
- 2014年（平成26年）
  - 2月20日：電車や札幌市内バス3社（北海道中央バス、ジェイ・アール北海道バス、じょうてつ）においてもSAPICA（定期券）導入[6]。また、SAPICA（福祉割引）発売開始[6]。
  - 5月：共通ウィズユーカード、昼間割引カード発売終了[3]。
- 2015年（平成27年）
  - 4月：電車全路線で停留場ナンバリング導入。
  - 5月：地下鉄東豊線9000形が運行開始[3]。
  - 12月：電車路線縮小後、初の延長部として、都心線（すすきの - 西4丁目間）開業[9]。
- 2016年（平成28年）
  - 1月：地下鉄東豊線に発車時刻付の発車標を設置。
  - 3月：地下鉄東豊線の駅アナウンスが更新。福住方面は女声、栄町方面は男声によるアナウンスとなる。
  - 6月：地下鉄東豊線7000形が引退[3]。
  - 9月：地下鉄東豊線9000形の導入が完了する。
- 2020年（令和2年）
  - 4月1日：市電の運営を札幌市交通事業振興公社へ移管。
- 2022年  (令和4年)
  - 9月：地下鉄南北線の駅アナウンスが更新。麻生方面は男声、真駒内方面は女声によるアナウンスになる[16]。なお、女声のアナウンスは声優の九川友梨奈である。
- 2035年（令和17年）
  - 地下鉄南北線5000形が引退予定。

## 札幌市交通事業振興公社
札幌市交通局事業管理部総務課が所管する法人に一般財団法人札幌市交通事業振興公社がある。地下鉄駅業務、定期券発売業務、遺失物取扱業務などを行っており、2020年度（令和2年度）からは軌道事業の上下分離方式の導入に伴い軌道運送事業も行っている。
札幌市交通事業振興公社は札幌市交通資料館の管理も行っている。